# Земляника Царица
Земляника Царица - среднего срока созревания, универсального направления использования.

## Биологическое описание
Листья крупные, зеленые, гладкие, слаборебристые, вогнутые, голые, тусклые, с тупыми зубчиками. Форма средней доли обратнояйцевидная, острая. Черешок листа средний, среднеопушенный, волоски неприжатые.
Цветы крупные, нескрученные, белые.
Цветоносы средней длины, расположены ниже листьев. Соцветие компактное, малоцветковое.
Ягоды средней массой 12 г, правильная, коническая, без шейки, темно-красная, блестящая. Мякоть красная, плотная, сочная, кисло-
сладкая, со слабым ароматом. В ягодах содержится: сухого вещества 11,1%, сахара 9,0%, кислоты 0,9%,
витамина С 76,0 мг/%. Дегустационная оценка 4,8 балла.
Урожайность, по данным испытания на сортоучастках, составила от 98,9 до 130 ц/га.
Устойчивость к вредителям и болезням на уровне стандартных
сортов, засухоустойчивость и жаростойкость высокие. Зимостойкость средняя, в отсутствии снега при -15 °С генеративные почки могут повреждаться морозами до 1,5 балла.
Сорт включен в Государственный реестр селекционных достижений, допущенных к использованию РФ с 2009 г
Регион допуска - Центральный.